# Марола (Виченца)
Марола је насеље у Италији у округу Виченца, региону Венето.
Према процени из 2011. у насељу је живело 2113 становника. Насеље се налази на надморској висини од 409 м.